# Sergei Michailowitsch Tretjakow (Unternehmer)

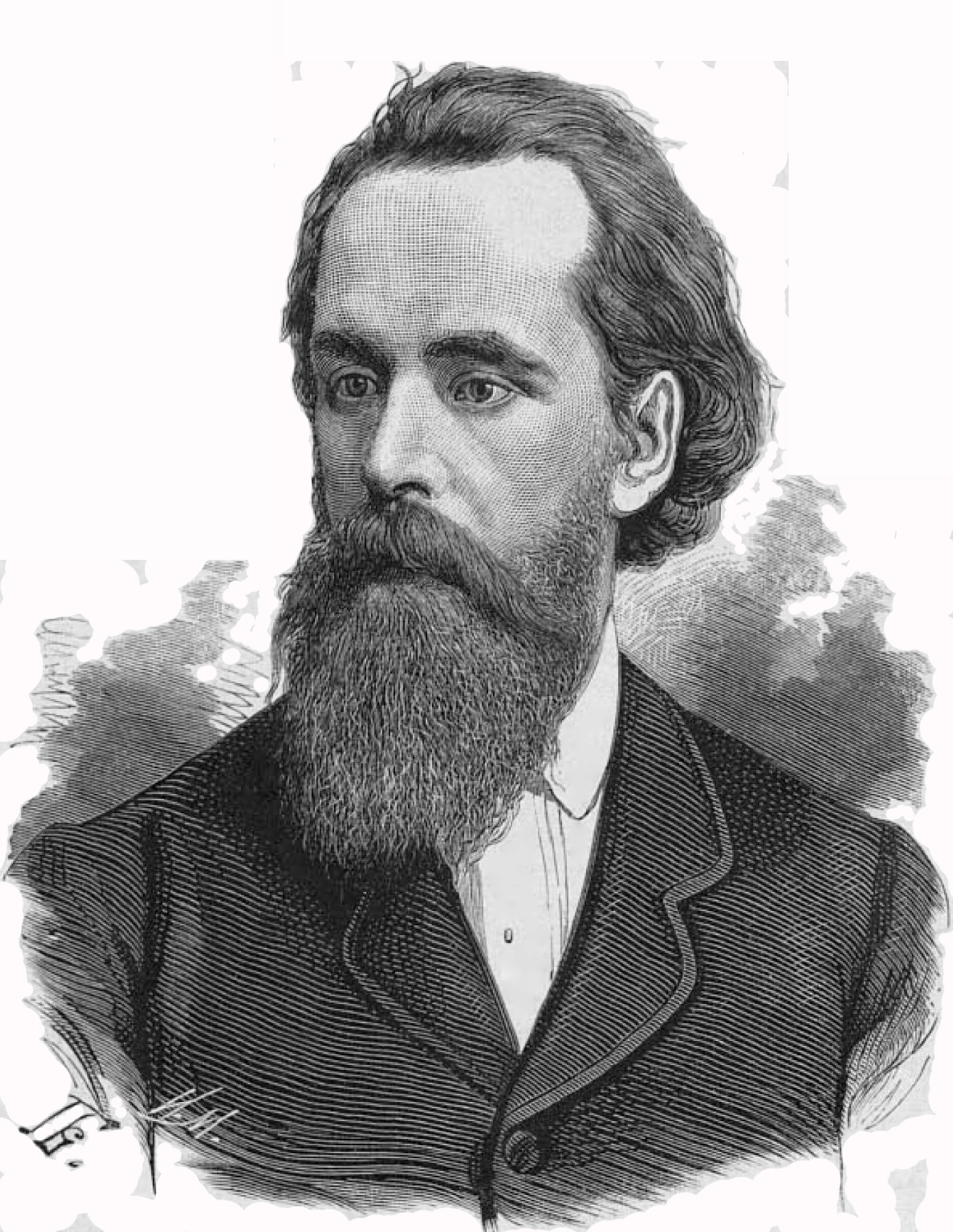
Sergei Michailowitsch Tretjakow (nach einer Zeichnung P. F. Borels, 1873)

Sergei Michailowitsch Tretjakow (russisch Сергей Михайлович Третьяков; * 19. Januarjul. / 31. Januar 1834greg. in Moskau; † 25. Julijul. / 6. August 1892greg. in Peterhof) war ein russischer Unternehmer, Kunstsammler und Mäzen.

## Leben
Tretjakows Vater Michail Sacharowitsch Tretjakow, der im Alter von 30 Jahren die Tochter Alexandra des Kaufmanns Danila Iwanowitsch Borissow geheiratet hatte, betrieb kleine Läden im Moskauer Handelshof und besaß eine Papierfarbenfabrik und einen Textilveredelungsbetrieb. Sergei Tretjakow war das zweitälteste von 12 Kindern nach seinem älteren Bruder Pawel. Die beiden ältesten Söhne wurden von Hauslehrern erzogen, wobei der Vater teilweise selbst am Unterricht teilnahm. Dann wurden sie in den Betrieb eingebunden, erfüllten Aufträge des Betriebschefs, sprachen Kunden an und räumten auf. Die beiden Brüder gingen trotz der Charakter- und Temperamentsunterschiede sehr freundschaftlich miteinander um. 1848 starben vier Kinder an Scharlach, und auch der Vater erkrankte. In seinem Testament bestimmte er seine Frau Alexandra Danilowna zur Verwalterin des gesamten Kapitals der Firma.

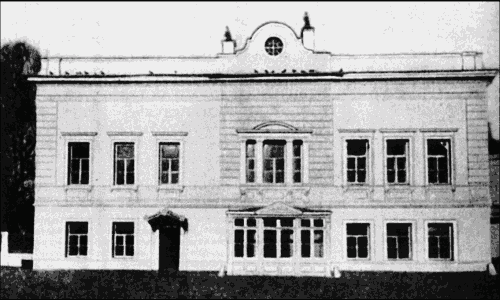
Tretjakow-Haus (1880er Jahre)

1851 bezog die große Familie ein geräumiges zweistöckiges Haus mit Pferdestall und Remise im Stadtviertel an der Moskwa gegenüber dem Kreml. Unten wohnten Pawel, Sergei und die Schwester Jelisaweta, die den Betriebschef Wladimir Dmitrijewitsch Konschin heiratete, während oben die Mutter mit den jüngeren Kindern wohnte. 1856 heiratete Sergei Tretjakow die sechzehnjährige Jelisaweta Sergejewna Masurina, die nach der Geburt des zweiten Kindes Nikolai 1860 im Kindbett starb.
Als die beiden Brüder das Verfügungsrecht über das Familienkapital erhielten, gründeten sie zusammen mit ihrem Schwager Konschin eine gemeinsame Firma: Geschäft für russische und ausländische Leinen-, Woll- und Papierwaren des Handelshauses der Brüder P. und S. Tretjakow und W. Konschins in Moskau. Konschin führte den direkten Geschäftsbetrieb, Sergei Tretjakow den Außenhandel und Pawel Tretjakow die Buchhaltung und Kontenverwaltung. Die Geschäfte liefen gut, so dass die Brüder 1866 in Kostroma eine Spinn- und Webereimanufaktur eröffneten.
Neben der Berufstätigkeit war Sergei Tretjakow seit Anfang der 1860er Jahre gesellschaftlich aktiv. 1863 wurde er stimmberechtigtes Mitglied der Moskauer Stadtduma. Er war Ältermann der Moskauer Kaufmannschaft (1864–1866), Mitglied des Direktoriums der Russischen Musikgesellschaft (ab 1868) und Mitglied des Slawischen Wohltätigkeitskomitees (1869–1870). 1877 wurde er zum Moskauer Stadtoberhaupt gewählt. Während des Russisch-Osmanischen Krieges (1877–1878) initiierte er eine Spendensammlung für die Soldaten. Er setzte eine Erhöhung der Bildungsausgaben durch und gemeindete den Sokolniki-Hain und das Schirjajewo Pole ein. 1880 weihte er das Puschkin-Denkmal ein. 1881 wurde er wiedergewählt, aber 1882 vorzeitig entlassen und durch Boris Nikolajewitsch Tschitscherin ersetzt.

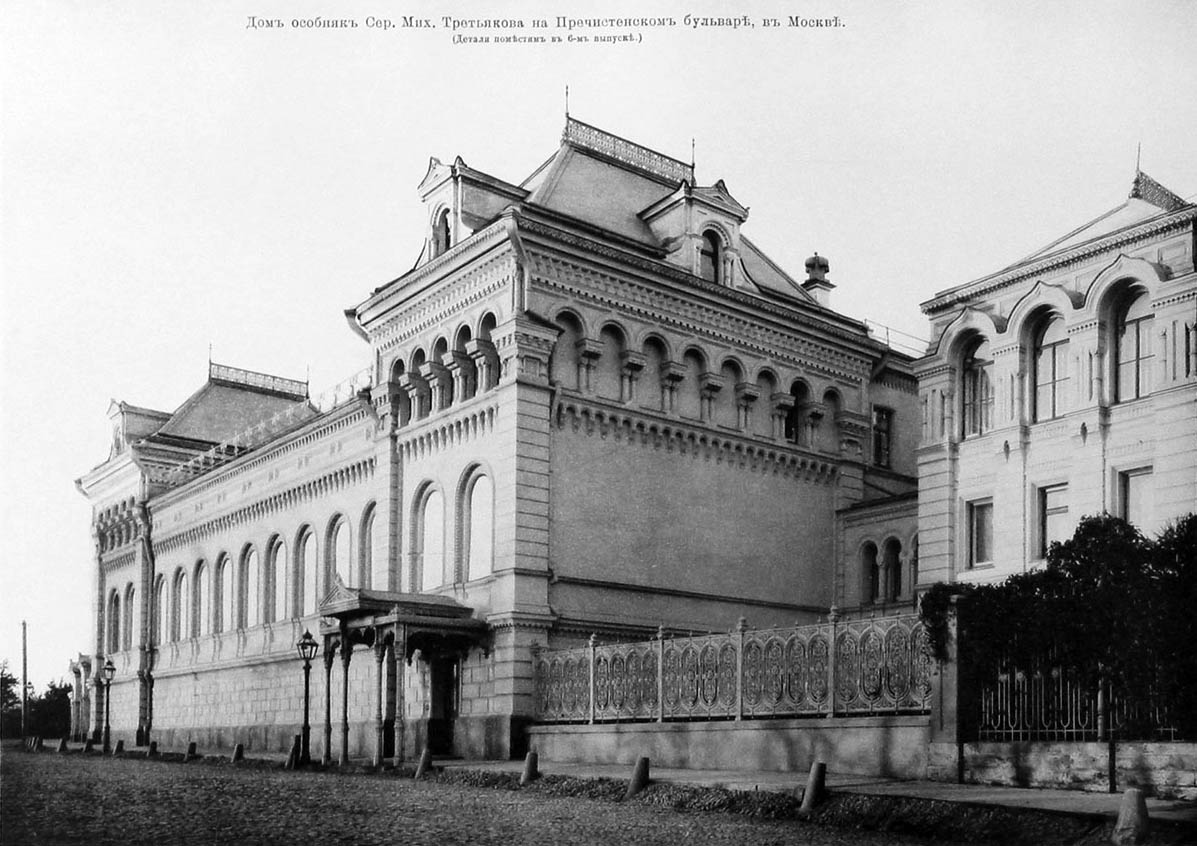
Herrenhaus Samjatina-Tretjakowa, Moskau

Anfang der 1870er Jahre entwickelte Sergei Tretjakow ein starkes Interesse an der russischen Kunst. Als Sammler konzentrierte er sich auf ausländische Künstler, insbesondere deutsche und französische Künstler, um nicht mit seinem Bruder Pawel zu konkurrieren. Besonders interessierte er sich für die Vertreter der Schule von Barbizon und die Vertreter der akademischen Malerei. Anlässlich seiner zweiten Heirat erwarb er 1871 das Herrenhaus Samjatina, das nun als Herrenhaus Samjatina-Tretjakowa bekannt war. Er unterstützte und beriet seinen Bruder Pawel beim Aufbau seiner Galerie. Er bewog den Komponisten Anton Grigorjewitsch Rubinstein, den die Brüder seit ihrer Kinderzeit kannten, sich von Ilja Jefimowitsch Repin malen zu lassen. Er riet seinem Bruder Pawel, das Gemälde Schlacht auf dem Kulikowo Pole von Andrei Matwejewitsch Matwejew nicht zu kaufen, da Matwejew in den Niederlanden lebte und sich an den deutschen Schlachten orientierte, so dass das Bild nicht in seine Sammlung passe. Sergei Tretjakow kaufte, tauschte und verkaufte Bilder. Er stellte fremde Bilder aus und gab sie dann wieder zurück. Es entstand eine Sammlung mit den besten Arbeiten von Jean-François Millet, Théodore Rousseau, Jean-Baptiste Camille Corot und Charles-François Daubigny.
Sergei Tretjakow starb unerwartet auf der Reise nach St. Petersburg und wurde auf dem Friedhof des Danilow-Klosters in Moskau begraben. In seinem Testament hatte er die Schenkung seiner Bilder und seines Besitzes an die Stadt Moskau vorgesehen. Sein Bruder Pawel Tretjakow folgte dem Willen des Bruders und führte die Schenkung zusammen mit der Schenkung seiner eigenen Sammlung durch, die von der Stadtduma mit dem Dank an die Brüder im September 1892 angenommen wurde. Im August 1893 wurde das Museum für die Sammlungen eröffnet und nach den Brüdern Tretjakow benannt. Von Ilja Jefimowitsch Repin ließ Pawel Tretjakow ein Bild seines Bruders Sergei nach einer Fotografie malen.